# أيتور أوسوريو
أيتور أوسوريو (بالكتالونية: Aitor Osorio)‏ هو سباح أندوري، ولد في 31 أكتوبر 1975 في إسكالديس أنجوردني في أندورا.

## وصلات خارجية
- أيتور أوسوريو على موقع الاتحاد الدولي للسباحة (الإنجليزية)
- أيتور أوسوريو على موقع SwimRankings.net (الإنجليزية)
- أيتور أوسوريو على موقع اللجنة الأولمبية الدولية (الإنجليزية)
- أيتور أوسوريو على موقع أوليمبيديا (الإنجليزية)